# Banco Comercial Português
Banco Comercial Português (BCP) és un banc Portuguès que va ser fundat el 1985. És el major banc privat del país. BCP és membre de l'índex borsari Euronext 100 i el seu actual director executiu és Carlos Santos Ferreira. La seu central de BCP es troba a Porto, però les seves operacions són dirigides des de Oeiras, en la Gran Lisboa. Opera amb la marca anomenada Millennium BCP des de 2004.
Té prop de 4,3 milions de clients a tot el món i al voltant de 900 oficines a Portugal. El 2008, va tenir un benefici de 201 € milions. Ha estat classificat en la posició número 453 en la llista de 2007 Forbes Global 2000.

## Història
BCP va ser fundat el 1985 per Jardim Gonçalves i un grup d'inversors de la regió de Porto. Des de 2004, opera amb la marca Millennium BCP, després d'un procés de simplificació de la xarxa corporativa de la banca minorista del grup:
- Nova Xarxa (marca pròpia fins a 1989)
- Crédibanco (marca pròpia creada el 1993)
- Banc Português do Atlântico (adquirit el 1995 i incorporat el 2000)
- Banc Mello (adquirit el 2000 i incorporat el 2000)
- Banc Pinto i Sotto Major (adquirit el 2000)

### Fusió fallida amb BPI
El 25 d'octubre de 2007, un banc més petit, BPI - Banco Portugués de Investimento va oferir una fusió amb BCP. La direcció de BCP inicialment va rebutjar l'oferta si les condicions no eren revisades. Les converses de fusió van fracassar i no es va arribar a un acord.